# Auxerre-i Vilmos
Auxerre-i Vilmos (latinul: Guilelmus Altissiodorensis, franciául: Guillaume d'Auxerre), (Auxerre, 1145 körül – Róma, 1231. november 3.) középkori francia filozófus.
Egy Summa aurea című művet írt, amely eredeti módon kezel bizonyos erkölcsi problémákat, így a szabad akarat, az erények, és a természetjog kérdését. Nem sokkal azután halt meg, hogy IX. Gergely pápa kinevezte az Arisztotelész műveit kijavítani akaró bizottság tagjává.